# Gustav Suits
Gustav Suits, född 30 november 1883, död 23 maj 1956 i Stockholm, var en estländsk poet och litteraturvetare, som anses vara en av de mest betydande moderna estniska poeterna  och var ledare för den modernistiska litterära gruppen Noor-Eesti (Unga Estland).

## Biografi

### Barndom och utbildning
Suits föddes i Tartumaa, där hans far var lärare. År 1895 började han studera på Alexandergymnasiet i Tartu. Suits trivdes i universitetsstaden och började snart delta aktivt i dess litterära liv. Han var bara 16 år gammal när tidningen Uus Aeg (Den nya tiden) publicerade hans första essä. 1899 publicerade samma tidning hans första dikt, Näckrosen.

### Litterär karriär
År 1901 arbetade Suits i Finland som lärare i tyska och franska. Samma år grundade han sällskapet Litteraturens vänner (litauiska: Kirjanduse Sõbrad), där Anton Hansen Tammsaare, som skulle bli Estland mest kände romanförfattare ingick. Sällskapet publicerade en tidskrift, Kiired (strålar), som utkom i tre nummer.
Mellan 1905 och 1916 hade Suits en ledande roll i Noor-Eesti, en grupp författare (Friedebert Tuglas, Anton Hansen Tammsaare, Villem Grünthal-Ridala och Johannes Aavik) och konstnärer (Konrad Mägi, Aleksander Tassa, Nikolai Triik och Anton Starkopf) med ambitionen att bryta Estlands kulturella isolering och föra in europeiska influenser i estnisk kultur, samtidigt som de ville föra ut den estniska kulturen i Europa. De intresserade sig också för den nordiska nationalromantiken och flera medlemmar gjorde resor till Finland. Suits själv studerade finska språket, finska folksagor, europeisk litteratur och estetik i Helsingfors 1905–1910. År 1911 gifte han sig med studenten Aino Emilia Thauvón (1884–1969) och i äktenskapet föddes två döttrar, Maret 1914 och Helga 1924. Kring 1917 var han politiskt aktiv som medlem i centralkommittén för Estländska Socialistrevolutionära partiet (ESRP), en oberoende utbrytare ur ryska Socialistrevolutionära partiet.

### Akademisk karriär

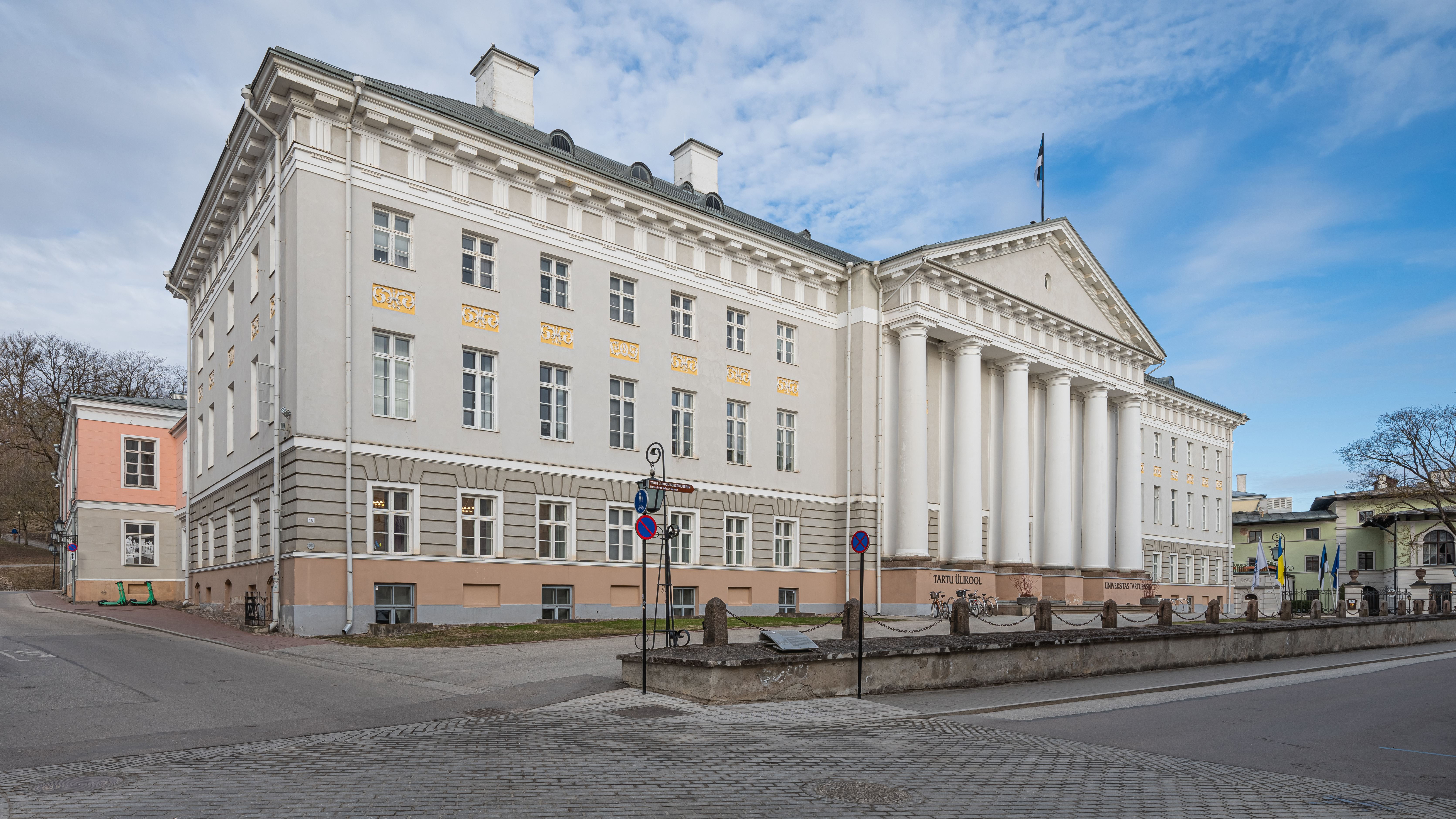
Universitet i Tartu där Suits undervisade i estnisk litteratur.

År 1921 blev Suits den första att undervisa i estnisk litteratur på en eftergymnasial nivå som professor vid universitet i Tartu. Innan han 1944 lämnade sin lärartjänst hade han publicerat en mängd av essäer om estnisk litteratur och 1924 grundat det estniska litteratursällskapet. Under sin tid som professor företog han många resor i Europa och efter 1939 även till Sovjetunionen. Han höll föreläsningar vid flera europeiska universitet och vid Uppsala universitet blev han hedersdoktor. Suits skrev mycket lite poesi under sina år som professor i Tartu, men han var aktiv som kritiker och debattör. År 1941 fick han uppleva förlusten av sitt hem då det brann ner tillsammans med hundratals manuskript.

### Exil
År 1943 flydde Suits som många andra estländare undan Sovjets invasion av det tyskockuperade Baltikum. Suits med familj bosatte sig i Stockholm, där han skrev en stor del av sin poesi och utförde mycket av sitt akademiska arbete. Hans sista diktsamling Tuli ja tuul (Eld och vind) publicerades i Sverige 1950. Han avled i Stockholm 1956 och är begravd på Skogskyrkogården, tillsammans med sin hustru Aino och deras äldsta dotter Maret (Anna-Lisa Margareta) Suits-Elson (1914–1956).

## Teman
Suits poesi kombinerar det mycket personliga med det allmängiltiga. Den handlar både om Estlands historia och om mänsklighetens öde i ett större perspektiv. Hans tidiga poesi speglar de revolutionära känslorna i Estland mellan 1900 och 1917 medan de senare verkan andas en besvikelse över revolutionens resultat.
Suits verk har haft inflytande på samtida och senare estniska poeter som Marie Under, Henrik Visnapuu, Heiti Talvik, Betti Alver, Bernard Kangro, Paul-Eerik Rummo och Juhan Viiding.

## Utvalda verk
- Livets eld (Elu tuli) 1905
- Vindlandet (Tuulemaa) 1913
- Allt är en dröm 1922
- Eld och vind 1950